# Штитарица
Штитарица је насеље у општини Мојковац у Црној Гори. Према попису из 2003. било је 273 становника (према попису из 1991. било је 261 становника).

## Демографија
У насељу Штитарица живи 202 пунолетна становника, а просечна старост становништва износи 37,8 година (38,6 код мушкараца и 37,1 код жена). У насељу има 81 домаћинство, а просечан број чланова по домаћинству је 3,37.
Становништво у овом насељу веома је хетерогено.
|  |

| Демографија | Демографија | Демографија |
| Година      | Становника  | Становника  |
| ----------- | ----------- | ----------- |
|             |             |             |
|             |             |             |
|             |             |             |
|             |             |             |
| 1948.       | 441         |             |
| 1953.       | 476         |             |
| 1961.       | 472         |             |
| 1971.       | 444         |             |
| 1981.       | 350         |             |
| 1991.       | 261         | 261         |
| 2003.       | 273         | 273         |
|             |             |             |

| Етнички састав према попису из 2003.‍ | Етнички састав према попису из 2003.‍ | Етнички састав према попису из 2003.‍ | Етнички састав према попису из 2003.‍ | Етнички састав према попису из 2003.‍ |
| ------------------------------------ | ------------------------------------ | ------------------------------------ | ------------------------------------ | ------------------------------------ |
|                                      |                                      |                                      |                                      |                                      |
| Црногорци                            | Црногорци                            |                                      | 151                                  | 55,31%                               |
| Срби                                 | Срби                                 |                                      | 122                                  | 44,68%                               |
| непознато                            | непознато                            |                                      | 0                                    | 0,0%                                 |

| Година пописа     | 1948. | 1953. | 1961. | 1971. | 1981. | 1991. | 2003. |
| ----------------- | ----- | ----- | ----- | ----- | ----- | ----- | ----- |
| Број домаћинстава | 94    | 95    | 97    | 85    | 93    | 70    | 81    |

| Број чланова      | 1  | 2  | 3  | 4 | 5  | 6 | 7 | 8 | 9 | 10 и више | Просек |
| ----------------- | -- | -- | -- | - | -- | - | - | - | - | --------- | ------ |
| Број домаћинстава | 81 | 19 | 19 | 9 | 10 | 9 | 8 | 3 | 2 | 1         | 1      |

| Пол    | Укупно | Неожењен/Неудата | Ожењен/Удата | Удовац/Удовица | Разведен/Разведена | Непознато |
| ------ | ------ | ---------------- | ------------ | -------------- | ------------------ | --------- |
| Мушки  | 102    | 40               | 57           | 2              | 3                  | 0         |
| Женски | 106    | 31               | 59           | 13             | 3                  | 0         |
| УКУПНО | 208    | 71               | 116          | 15             | 6                  | 0         |

| Пол    | Укупно                    | Пољопривреда, лов и шумарство | Рибарство                            | Вађење руде и камена | Прерађивачка индустрија       |
| ------ | ------------------------- | ----------------------------- | ------------------------------------ | -------------------- | ----------------------------- |
| Мушки  | 59                        | 27                            | 0                                    | 0                    | 1                             |
| Женски | 21                        | 9                             | 0                                    | 0                    | 0                             |
| УКУПНО | 80                        | 36                            | 0                                    | 0                    | 1                             |
| Пол    | Производња и снабдевање   | Грађевинарство                | Трговина                             | Хотели и ресторани   | Саобраћај, складиштење и везе |
| Мушки  | 0                         | 8                             | 0                                    | 1                    | 6                             |
| Женски | 0                         | 0                             | 1                                    | 6                    | 0                             |
| УКУПНО | 0                         | 8                             | 1                                    | 7                    | 6                             |
| Пол    | Финансијско посредовање   | Некретнине                    | Државна управа и одбрана             | Образовање           | Здравствени и социјални рад   |
| Мушки  | 0                         | 0                             | 5                                    | 5                    | 0                             |
| Женски | 0                         | 1                             | 0                                    | 3                    | 1                             |
| УКУПНО | 0                         | 1                             | 5                                    | 8                    | 1                             |
| Пол    | Остале услужне активности | Приватна домаћинства          | Екстериторијалне организације и тела | Непознато            | Непознато                     |
| Мушки  | 0                         | 0                             | 0                                    | 6                    | 6                             |
| Женски | 0                         | 0                             | 0                                    | 0                    | 0                             |
| УКУПНО | 0                         | 0                             | 0                                    | 6                    | 6                             |